# Monacon spinifrons
Monacon spinifrons är en stekelart som först beskrevs av Peter Cameron 1909.
Monacon spinifrons ingår i släktet Monacon och familjen gropglanssteklar. Inga underarter finns listade i Catalogue of Life.